# Thomas Bateman
Thomas Bateman est un antiquaire britannique baptisé le 8 novembre 1821 à Rowsley, dans le Derbyshire, et mort le 28 août 1861 à Middleton-by-Youlgreave, également dans le Derbyshire.

## Biographie

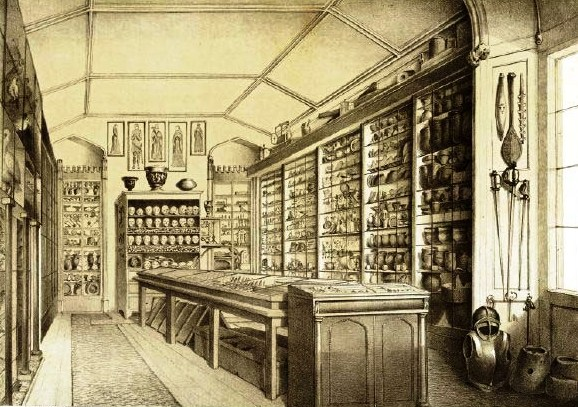
Le musée de Thomas Bateman à Lomberdale House.

Thomas Bateman est le fils de l'antiquaire William Bateman (1787-1835) et le petit-fils d'un autre Thomas Bateman (mort en 1847), un riche marchand de coton de Manchester qui possède le manoir de Middleton-by-Youlgreave, dans le Derbyshire. Grâce à la fortune accumulée par son grand-père, il peut se consacrer entièrement à ses passions, l'ethnologie et l'archéologie, qu'il partage avec son père et son grand-père.
Influencé par les pionniers de l'archéologie Richard Colt Hoare et William Cunnington (en), Thomas Bateman dirige l'excavation de nombreux tumulus dans les comtés du Derbyshire, du Staffordshire et du Yorkshire, à un rythme soutenu (au moins 37 durant la seule année 1845). Les objets qu'il découvre durant ses fouilles, comme le casque anglo-saxon de Benty Grange et le bol de Benty Grange, sont rassemblés dans sa demeure de Lomberdale House, près de Middleton. Il en publie le catalogue en 1855.
Victime d'une hémorragie interne grave, Thomas Bateman meurt à l'âge de 39 ans en 1871. Conformément à ses vœux, il n'est pas inhumé dans un cimetière consacré, mais dans une tombe creusée à flanc de colline près de Middleton. En revanche, alors qu'il souhaitait voir sa collection préservée, elle est dispersée en l'espace de quelques années. Ses travaux influencent une nouvelle génération d'archéologues, parmi lesquels William Boyd Dawkins et J. Wilfrid Jackson (en).

## Publications
- 1847 : Vestiges of the Antiquities of Derbyshire, avec Stephen Glover (en)
- 1855 : A Descriptive Catalogue of the Antiquities and Miscellaneous Objects Preserved in the Museum of Thomas Bateman, at Lomberdale House, Derbyshire
- 1861 : Ten Years' Digging in Celtic and Saxon Gravehills

Outre ces monographies, Thomas Bateman publie également ses découvertes dans des journaux académiques tels que The Archaeological Journal, The Journal of the British Archaeological Association et The Reliquary.